# Paulo Salemi
Paulo Salemi (Palermo, 1993. augusztus 8. –) olasz származású brazil válogatott vízilabdázó, a Botafogo bekkje.

## Nemzetközi eredményei
- Világliga bronzérem (Bergamo, 2015)
- Világbajnoki 10. hely (Kazany, 2015)
- Pánamerikai játékok ezüstérem (Toronto, 2015)
- Olimpiai 8. hely (Rio de Janeiro, 2016)